# Hoornstraat

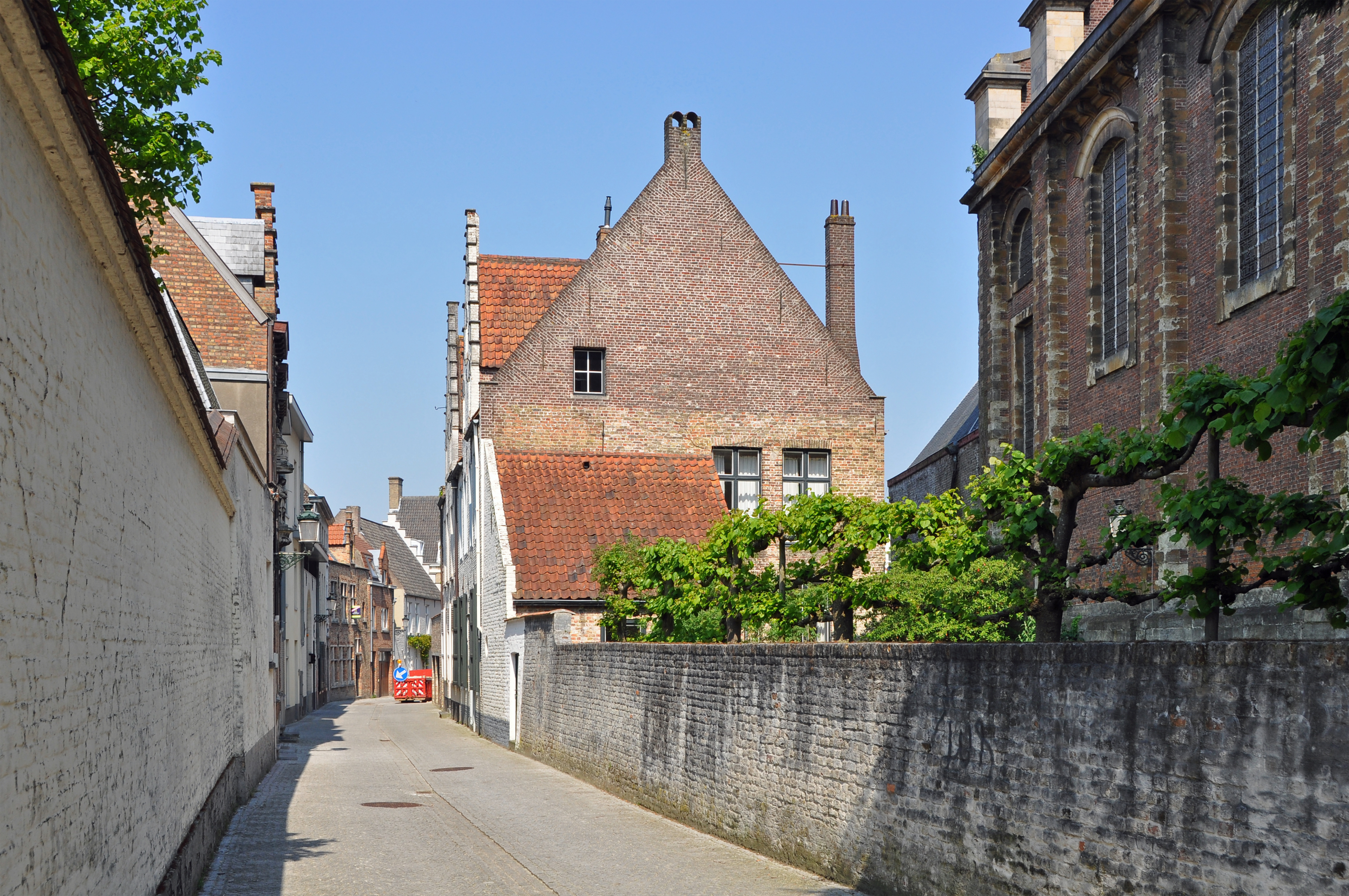
De Hoornstraat in oostelijke richting gezien; rechts: de Sint-Walburgakerk

De Hoornstraat is een straat in Brugge.

## Beschrijving
Oorspronkelijk noemde deze straat het Woudestraetkin, zonder dat de betekenis ervan kon worden achterhaald.
In de tweede helft van de 16de eeuw werd het Hoornstraat, naar het huis De Hoorn op de hoek van de straat, langs de Verversdijk. 'De Hoorn' als huisnaam kwam vaak voor. In 1580 werden in Brugge alleen al niet minder dan dertien huizen geteld met die naam.
'Hoorn' betekent in de eerste plaats het uitsteeksel op de kop van herten en geiten. Vandaar betekende het ook hoek, spits, uiteinde, synoniem in zekere zin van 'angel'. (Zie onder meer de Hoorn van Afrika.) Een huis dat die naam kreeg was dan ook meestal een hoekhuis.
De Hoornstraat loopt, naast de Sint-Walburgakerk, van het Sint-Maartensplein naar de Verversdijk.

## Bekende bewoners
- Piet Akkermans
- Paul Demaret
- Gabriel Fragnière
- Jerzy Łukaszewski
- Werner Ungerer
- Otto von der Gablentz